# 雷納 (印第安納州)
雷納（英語：Renner）是位於美國印第安納州布萊克福德縣的一個非建制地區。該地的面積和人口皆未知。

## 地理
雷納的座標為40°28′20″N 85°25′53″W / 40.47222°N 85.43139°W，而該地的平均海拔高度為280米（即919英尺）。